# Rohrbach
Rohrbach es una comuna suiza del cantón de Berna, situada en el distrito administrativo de Alta Argovia. Limita al norte y al este con la comuna de Auswil, al sur con Huttwil y Rohrbachgraben, y al oeste con Madiswil.
N.B. También en el cantón de Berna, en la comuna de Rüeggisberg hay un caserío con el nombre Rohrbach, situado en la localidad de Helgisried-Rohrbach.
Hasta el 31 de diciembre de 2009 situada en el distrito de Aarwangen.

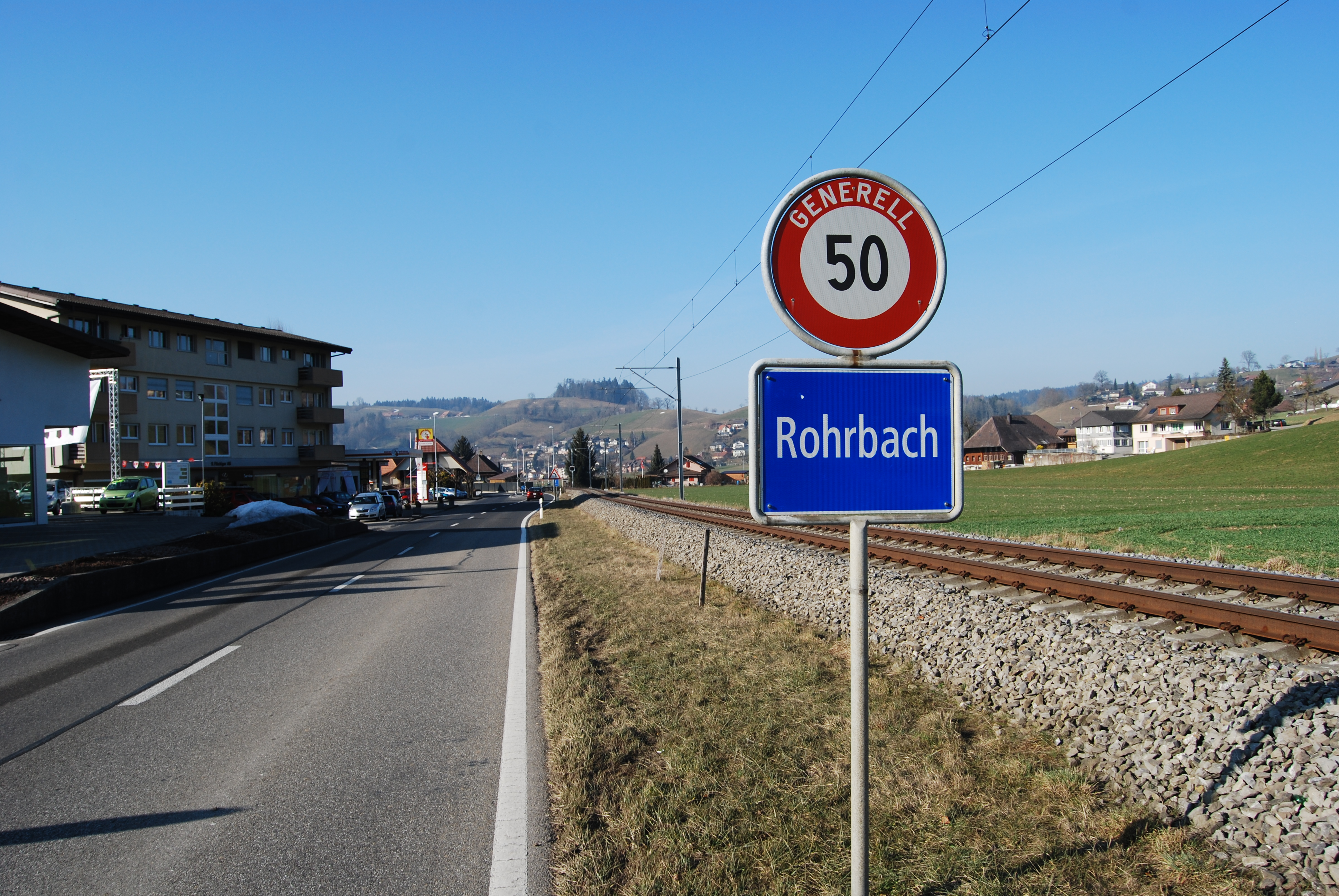
Rohrbach

## Personas destacadas
- Moritz Leuenberger, consejero federal, burgués (originario) de la comuna.
- Dominique Aegerter, piloto de motociclismo.